# Остер (река)
Остер (нем. Oster) — река за западе Германии, левый приток реки Близ. в федеральной земле Саар. Общая длина реки — 30,7 км, площадь бассейна — 112 км².
Речной индекс 26422, речная система — Блис → Саар → Мозель → Рейн.

## География
Исток Остера, Osterquelle, расположен на склоне горы Вайзельберг в природном парке Саар-Хунсрюк, на северо-западе от Оберкирхена (района коммуны Фрайзен). Сначала река течёт на восток до Оберкирхена, который пересекает с севера на юг. Далее река течёт в том же направлении до Санкт-Венделя. Покинув природный парк Саар-Хунсрюк река следует дальше на юг и впадает в Близ неподалёку от Нойнкирхена.
Нормальный расход воды в Остере — 650 л/с, однако во время половодья это значение доходит до 50 000 л/с. В рамках системы предупреждения наводнений в Нойнкирхене, в районе Хангард действует станция контроля уровня воды